# Chloris truncata
Espèce
Chloris truncata est une espèce de plantes monocotylédones de la famille des Poaceae, originaire d'Australie.
C'est une plante herbacée, vivace, stolonifère, qui pousse en touffe pouvant atteindre 30 à 50 cm de haut.
En Australie, elle est appelée windmill grass (herbe moulin à vent) en référence à la forme de son inflorescence digitée qui évoque les ailes d'un moulin à vent.
L'espèce est très répandue dans toutes les régions tempérées d'Australie (sauf la Tasmanie). Elle est généralement vivace, sauf dans le sud-ouest de l'Australie où elle germe et pousse en été pour mourir à l'automne.
Cette plante, indigène en Australie, est une plante fourragère résistante à la sècheresse et à la salinité du sol, utile pour assurer la soudure saisonnière d'été et d'automne dans les pâturages à moutons. Son apport nutritionnel dans cette période difficile est supérieur à celui des parcours de chaume ou de trèfle souterrain en Australie occidentale.
Elle a été très largement évaluée comme une composante des pâturages naturels des régions tempérées de l'Australie. Elle est également considérée comme une espèce précieuse pour la lutte contre l'érosion et pour la réhabilitation des zones indigènes et des bords de routes.
Cependant, elle s'est révélée comme une mauvaise herbe difficile à maîtriser par des moyens chimiques dans les systèmes de culture sans labour.
Des populations de Chloris truncata ont été signalées, depuis 2010, en Australie, comme résistantes au glyphosate, herbicide du groupe G/9 (inhibiteurs de l'EPSP synthase).

## Description

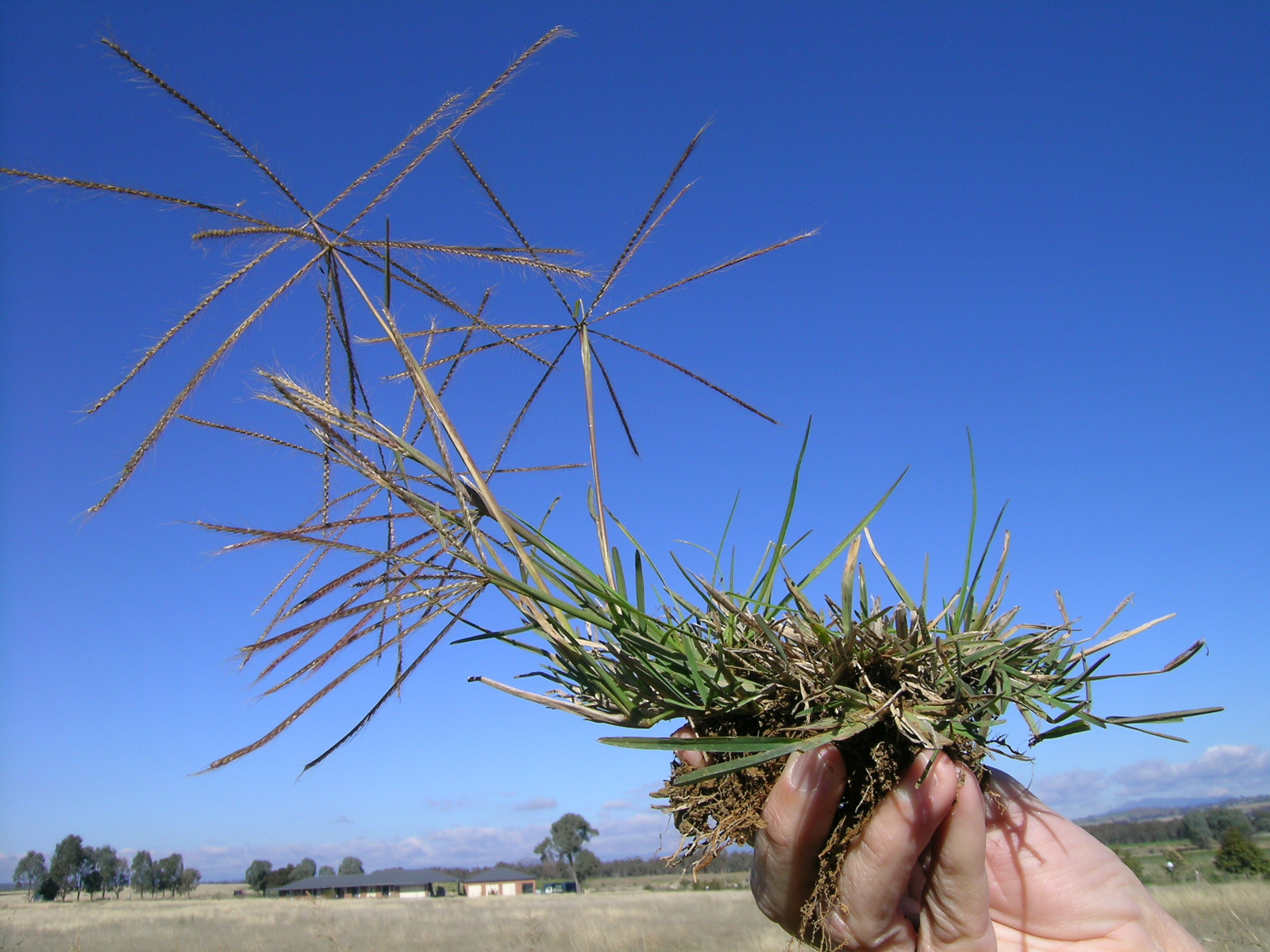
Inflorescences.

Chloris truncata est une plante herbacée, généralement vivace à courte durée de vie (2 à 3 ans), parfois annuelle, qui croit en touffes habituellement de moins de 50 cm de haut.
Les tiges, lisses, comptent deux à trois nœuds vers la base qui peuvent émettre des racines adventives, ce qui permet à la plante de s'étendre sur le sol.
Les feuilles plates, glabres, sont rugueuses au toucher. Elles font jusqu'à 14 cm de long sur deux à cinq centimètres de large. La ligule est membraneuse ciliée.
Les inflorescences sont des panicules digités qui comptent cinq à treize épis linéaires, unilatéraux, de 5 à 23 cm de long, rayonnant à partir d'un point commun comme les baleines d'un parapluie,.
Les épillets sont sessiles ou pédicellés. les épillets fertiles comprennent une ou deux fleurs fertiles, et des fleurs réduites à l'apex.
Les fruits sont des caryopses, ellipsoïdes ou obovoïdes, au péricarpe adhérent, de 1,7 à 2,2 mm de long.

## Distribution
L'aire de répartition originelle de Cholris truncata s'étend dans le Queensland, la Nouvelle-Galles du Sud et l'État de Victoria.
Elle a été introduite un peu partout en Australie, où elle s'est installée dans toutes les régions tempérées continentales (elle est absente des Territoires du Nord) et dans de nombreuses régions du monde, involontairement par des semences contaminant la laine ou volontairement comme espèce fourragère potentielle, mais elle ne s'est pas installée partout.
En Europe, Chloris truncata a été signalée en Belgique, au Royaume-Uni (Angleterre, Écosse) et en République tchèque, mais ne s'y est pas naturalisée.
L'espèce est associée à des prairies et des forêts sèches sur la plupart des types de sols, sols lourds argileux ou légers sablonneux.

## Synonymes
Catalogue of Life (28 février 2016) :
- Chloris elongata Poir.,
- Chloris megastachya Schrad.,
- Chloris truncata f. abbreviata Thell.